# Galeodes tuxeni
Espèce
Synonymes
- Galeodellus tuxeni Lawrence, 1956

Galeodes tuxeni est une espèce de solifuges de la famille des Galeodidae.

## Distribution
Cette espèce est endémique d'Afghanistan. Elle se rencontre vers Panjao.

## Publication originale
- Lawrence, 1956 : The Third Danish expedition to central Asia. Zoological results 20. Solifugae (Chelicerata) from Afghanistan. Videnskabelige meddelelser fra Dansk Naturhistorisk Forening, vol. 118, p. 115-140.